# کانگ یانگ سوک
کانگ یانگ سوک (Kang Young-sook) (کره‌ای: 강영숙 ; متولد ۱۰ نوامبر ۱۹۶۷) رمان‌نویس اهل کره جنوبی
است.

## زندگی و حرفه
کانگ یانگ سوک در سال ۱۹۶۷ در Chuncheon، استان Gangwon در کره جنوبی به دنیا آمد او نویسندگی خلاق را در مؤسسه هنر سئول تحصیل کرد.
از سال ۱۹۹۰، کانگ به عنوان عضو مشاور آکادمی گفتگوی کره که در مبارزات اجتماعی مختلف از جمله جنبش اجتماعی مسیحی، فعالیت‌های زیست‌محیطی، و بحث‌های تشویقی بین ادیان مختلف، خدمت کرده‌است.

## آثار ترجمه شده
- リナ,吉川ナギ (یوشیکاوا ناگی، مترجم)، 現代企畵室 (Gendaikikakushitsu)، 東京 (توکیو)، ژاپن، ۲۰۱۱.[۳]شابک ‎۹۷۸-۴-۷۷۳۸-۱۱۱۳-۱
- کامیون، جئون سونگ هی (مترجم)، دیوید ویلیام هونگ (ویرایشگر)، نسخه دو زبانه ادبیات مدرن کره ای، سئول، کره، ۲۰۱۴. شابک ‎۹۷۹−۱۱−۵۶۶۲−۰۱۹−۸شابک 979-11-5662-019-8
- رینا، کیم بورام (مترجم)، کتابخانه ادبیات کره، انتشارات آرشیو دالکی، تگزاس، ایالات متحده، ۲۰۱۵.[۴]شابک ‎۹۷۸−۱۶۲۸۹۷۱۱۵۶شابک 978-1628971156
- ライティングクラブ(باشگاه نویسندگی)، 文茶影 (Chakage ماه، مترجم)، 現代企畵室 (Gendaikikakushitsu)، 東京 (توکیو. ۱۷)، ژاپن،[۵]شابک ‎۹۷۸−۴−۷۷۳۸−۱۷۱۷−۱شابک 978-4-7738-1717-1

## جوایز
- جایزه کیم یو-جونگ 2011[۶]
- ۲۰۱۱ [جایزه ادبیات Baek Shin-Ae]
- جایزه ادبی Hankook Ilbo 2006
- ۲۰۱۷ [جایزه ادبی لی هیو سوک]